# Shiroke
Shiroke (en ucraniano: Широке) es un pueblo ucraniano perteneciente al óblast de Dnipropetrovsk. Situado en el centro del país, es parte del raión de Krivói Rog y del municipio (hromada) homónimo.

## Toponimia
El nombre del lugar en ruso es Shirókoye (en ruso: Широкое).  

## Geografía
Shiroke se encuentra en la margen izquierda del río Injulets, 20 km al sureste de Krivói Rog. 

## Historia
Shiroke surgió en el siglo XVIII como sede administrativa de los cosacos de Zaporoyia.
Hasta el 7 de marzo de 1923, Shiroke fue el centro del vólost de Shiroke de la gobernación de Jersón. El pueblo obtuvo el estatus de asentamiento de tipo urbano en 1938. Durante la Segunda Guerra Mundial, Shiroke fue ocupada por la Alemania nazi en agosto de 1941 y fue liberada por el Ejército Rojo el 29 de febrero de 1944. Aquí hubo un gueto donde los nazis mantenían a los judíos por la fuerza para vivir en forma compacta y posterior represión (340 judíos fueron mantenidos en las instalaciones de los antiguos establos de la granja colectiva).
Hasta el 18 de julio de 2020, Shiroke fue el centro del raión de Shiroke. El raión fue abolido en julio de 2020 como parte de la reforma administrativa de Ucrania, que redujo el número de raiones del óblast de Dnipropetrovsk a siete. El territorio del raión de Shiroke se fusionó con el raión de Krivói Rog.En 2023, la localidad perdió el estatus de asentamiento de tipo urbano debido a la eliminación de este estatus administrativo.

## Demografía
La evolución de la población de Shiroke entre 1886 y 2022 fue la siguiente:
| 4976                                                          | 8513 | 10 620 | 11 356 | 11 722 | 11 342 | 10 248 | 10 436 | 10 048 | 9623 |
| (Fuente: Cities & Towns of Ukraine y UKRAINE: Größere Städte) |      |        |        |        |        |        |        |        |      |

Según el censo de 2001, la lengua materna de la mayoría de los habitantes, el 92,8%, es el ucraniano; del 6,44%, el ruso.

## Economía
La economía local se basa en la empresa Combinado de Extracción y Enriquecimiento Minero del Inhulets, que se encuentra al suroeste de Shiroke y extrae mineral de hierro desde 1966. La empresa empleaba a 8600 trabajadores en 2009.

## Infraestructura

### Transporte
El pueblo está conectado por carretera T-0411 con Krivói Rog. 